# 狩野美雪
狩野 美雪（かのう みゆき、現姓：川北、1977年5月17日 - ）は、日本の元女子バレーボール選手・指導者。

## 来歴
東京都三鷹市出身。両親はバレーボール選手という一家で育ったが、小学校まではサッカー少女だった。三鷹市立第一中学校入学時に女子サッカー部が無かったため、バレーボールを始める。その後八王子実践高等学校を経て東京学芸大学に進学し、1997年にユニバーシアード日本代表に選ばれる。
2000年、茂原アルカスに入部した。堅実なレシーブ力に加え、ユーティリティープレイヤーとしてチームの中心選手として活動した。2004年第10回Vリーグでサーブレシーブ賞を受賞した。
2006年、茂原廃部により久光製薬スプリングスに移籍した。移籍1年目からレギュラーを獲得し、久光の5年ぶりのリーグ優勝に貢献した。2007年度より主将を務めた。
2008年、全日本代表に初選出された。同年5月北京オリンピック世界最終予選で代表デビューした。同年8月、北京オリンピックに出場した。
2010年7月、久光を退団した。同年11月、デンマークリーグのFortuna Odense Volleyに入団した。2011年3月に帰国後、2011年10月よりデフバレーボール女子日本代表の監督に就任した。
2012年9月29日、バレーボール全日本女子コーチの川北元と結婚した。
2013年、デフリンピックで女子日本代表を監督として銀メダルに導いた。
2017年7月、第23回夏季デフリンピックで女子日本代表を監督として金メダルに導いた。この4大会ぶりの優勝は決勝を含む全7試合にストレート勝ちというものであった。

## 人物・エピソード
- 夫はバレーボール日本女子代表コーチの川北元。
- 実妹の狩野舞子は、美雪より先に15歳で全日本に選出されるなど早くから注目を集め、ロンドンオリンピックで銅メダルを獲得したが、度重なる怪我に苦しみ久光製薬スプリングスに所属していた2015年に1度目の現役引退をした。2016年にPFUブルーキャッツで現役復帰するも、2018年に2度目の現役引退を発表した[4]。他に姉（未婚）が1人おり、3人姉妹である。
- 茂原時代のニックネームはカナだったが、久光に移籍してからはミユキとなった。
- 2011年7月に大学の後輩でデフバレーボール女子日本代表監督を務めていた今井起之に合宿の指導を頼まれたが、入院中であった今井は合宿期間中に死去した。狩野は監督就任に関して当初迷いながらも、今井に頼まれた仕事を他人に任せるわけにはいかないと思い監督を引き受けた[5][6]。

## 所属チーム

### 選手
- 三鷹市立第一中学校
- 八王子実践高等学校
- 東京学芸大学
- 茂原アルカス（2000-2006年）
- 久光製薬スプリングス（2006-2010年）
- Fortuna Odense Volley（2010-2011年）

### 指導者
- デフバレーボール女子日本代表（2011-）

## 球歴・受賞歴

### 選手
- 全日本代表 - 2008年
- 全日本代表としての主な国際大会出場歴
  - オリンピック - 2008年

- 受賞歴
  - 2004年 - 第10回Vリーグ サーブレシーブ賞

### 指導者
- デフバレーボール女子日本代表
  - 2013年 夏季デフリンピック - 銀メダル[3]
  - 2017年 夏季デフリンピック - 金メダル[3]

- 受賞歴
  - 第10回ヤマハ発動機スポーツ振興財団スポーツチャレンジ賞奨励賞[3]